# クリジナー鍾乳洞

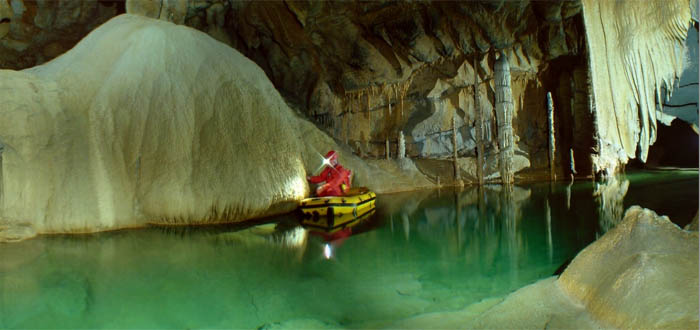
クリジナー鍾乳洞

クリジナー鍾乳洞（クリジナーしょうにゅうどう、スロベニア語: Križna jama）は、スロベニアにある鍾乳洞。
ブロスコーポリシァ町から約1.5キロメートルの場所に洞窟の入口がある。カルスト地形で、ロスコー野原とシェルークニスコー野原とブロスコー台地の間の8,273メートルにわたる長い洞窟に鍾乳石が多く見られることで有名。イェゼーラスコ道とピーサーニ道に22、ブラッタ道も含めると40以上にのぼる緑玉色の水をたたえた地底湖があり、島もある。
壁書は16世紀に描かれたと見られている。また、もっとも古い文献の記録としては、1832年に立ち入ったとされている。
洞窟は近くのセント・クリジャ教会の名をとって名付けられた。洞窟の生態系としては、生物多様性において、4番目に有名である。2000年までには、45種類の洞窟生物が発見された。東ヨーロッパの地域で、ドウクツ熊の骨が発見された宝庫の一つであり、熊の骨のほか、洞窟の入口付近では青銅器時代の陶器や石も発見された。